# Liste der Abgeordneten zum Burgenländischen Landtag (XXII. Gesetzgebungsperiode)
- SPÖ: 19
- GRÜNE: 2
- ÖVP: 11
- FPÖ: 4

- SPÖ: 19
- GRÜNE: 2
- ÖVP: 11
- FPÖ: 3
- Sonst.: 1

Diese Liste der Abgeordneten zum Burgenländischen Landtag (XXII. Gesetzgebungsperiode) listet alle Abgeordneten zum Burgenländischen Landtag in der XXII. Gesetzgebungsperiode (2020–2025) auf.

## Geschichte
Bei der Landtagswahl am 26. Jänner 2020 erreichte die Sozialdemokratische Partei Österreichs (SPÖ) 19 von 36 Mandaten, gegenüber der Landtagswahl 2015 ein Gewinn von vier Mandaten. Die ÖVP Burgenland blieb mit elf Mandaten gegenüber 2015 unverändert, ebenso die Die Grünen Burgenland, die erneut zwei Mandate erreichten. Die Freiheitliche Partei Österreichs (FPÖ) verlor gegenüber 2015 zwei Mandate. Die Liste Burgenland (LBL), die zuvor mit zwei Mandaten im Landtag vertreten war, schaffte den Wiedereinzug nicht.
Die konstituierende Sitzung mit der Wahl und Angelobung der Landesregierung Doskozil II fand am 17. Februar 2020 statt.
Im Mai 2020 einigten sich SPÖ, ÖVP und Grüne über eine Reform der Landesverfassung und der Landtags-Geschäftsordnung. Unter anderem soll es den Klubstatus für eine Partei künftig wieder ab zwei Mandataren geben. Von der Änderung beim Klubstatus profitieren die mit zwei Mandataren im Landtag vertretenen Grünen, die dadurch mehr Geld, Ausstattung und parlamentarische Rechte erhalten. Die Änderung wurde Anfang Juli 2020 im Landtag beschlossen.

## Funktionen

### Landtagspräsidenten
Kurt Maczek (SPÖ) wurde als Nachfolger von Ilse Benkö (FPÖ) zum Dritten Landtagspräsidenten gewählt, Verena Dunst (ebenfalls SPÖ) blieb Landtagspräsidentin. Die ÖVP nominierte den Oberwarter Bürgermeister Georg Rosner als Nachfolger von Rudolf Strommer für das Amt des Zweiten Landtagspräsidenten. Verena Dunst wurde einstimmig als Erste Landtagspräsidentin wiedergewählt, Georg Rosner erhielt 11 Stimmen, Kurt Maczek wurde mit 19 Stimmen gewählt.
Im Dezember 2022 schied Georg Rosner aus dem Landtag aus, als Zweiter Landtagspräsident folgte ihm Walter Temmel nach.
Mit der Landtagssitzung am 21. September 2023 folgte Robert Hergovich Verena Dunst als Landtagspräsident nach.

### Klubobleute
Nach der Landtagswahl erklärte Johann Tschürtz seinen Rücktritt als FPÖ-Landesparteiobmann. In dieser Funktion folgte ihm Alexander Petschnig nach. Tschürtz blieb als Abgeordneter im Landtag und folgte Géza Molnár als Klubobmann nach.
Zum SPÖ-Klubobmann wurde am 6. Februar 2020 Robert Hergovich gewählt, der diese Funktion von 2015 bis Ende 2017 ausgeübt hatte. Ab 2018 war Ingrid Salamon SPÖ-Klubobfrau. Alleiniger Landesgeschäftsführer wurde Roland Fürst, der bis dahin neben Christian Dax einer der beiden Landesgeschäftsführer war. Aufgrund des Wechsel von Hergovich ins Präsidium im September 2023 wurde Fürst zum Klubobmann bestellt.
Bei der ÖVP folgte Markus Ulram Christian Sagartz als Klubobmann nach. Sagartz wurde als Nachfolger von Thomas Steiner ÖVP-Landesparteiobmann, Patrik Fazekas übernahm von Christoph Wolf die Landesgeschäftsführung.

### Bundesräte
Das Burgenland stellte bis zur Landtagswahl 2020 in der XXVII. Gesetzgebungsperiode mit Marianne Hackl (ÖVP), Günter Kovacs (SPÖ) und Jürgen Schabhüttl (SPÖ) drei Mitglieder des Bundesrates. Anstelle von Marianne Hackl zog Bernhard Hirczy für die ÖVP in den Bundesrat ein. Bei der SPÖ blieb das nördliche Mandat bei Günter Kovacs, das zweite wanderte vom Bezirk Güssing in den Bezirk Oberpullendorf, von Jürgen Schabhüttl zu Sandra Gerdenitsch.
Nach dem Rückzug von Bernhard Hirczy ging dessen Mandat an Philipp Kohl.

### Landtagsabgeordnete
Die Tabelle enthält im Einzelnen folgende Informationen:
| Name:      | Nach- und Vorname des Landtagsabgeordneten                                                                                        |
| Fraktion:  | Klubzugehörigkeit des Abgeordneten (offizielles Parteikürzel)                                                                     |
| Wahlkreis: | Wahlkreis, über den der Abgeordnete das Mandat erhielt. Landeswahlkreis=Reststimmenmandat                                         |
| Anmerkung: | Hinweise, falls Abgeordneter während der Gesetzgebungsperiode ausschied oder neu angelobt wurde sowie allfällige Fraktionswechsel |

| Name                         | Bild | Fraktion | Fraktion  | Wahlkreis                     | Anmerkung                                                                       |
| ---------------------------- | ---- | -------- | --------- | ----------------------------- | ------------------------------------------------------------------------------- |
| Bachmann Gerhard             |      |          | SPÖ       | Landeswahlkreis               | [ 21 ]                                                                          |
| Benkö Ilse                   |      |          | FPÖ       | Landeswahlkreis               | bis 21. September 2023, Nachrücker Markus Wiesler                               |
| Böhm Elisabeth               |      |          | SPÖ       | Wahlkreis 1 (Neusiedl am See) | [ 28 ] [ 29 ]                                                                   |
| Brandlhofer Michaela         |      |          | FPÖ       | Landeswahlkreis               | seit 17.10.2024, Nachrückerin für Alexander Petschnig                           |
| Brandstätter Kilian          |      |          | SPÖ       | Wahlkreis 1 (Neusiedl am See) | [ 28 ] [ 29 ]                                                                   |
| Dax Christian                |      |          | SPÖ       | Wahlkreis 5 (Oberwart)        | [ 29 ]                                                                          |
| Dunst Verena                 |      |          | SPÖ       | Wahlkreis 6 (Güssing)         | [ 29 ]                                                                          |
| Eckhardt Melanie             |      |          | ÖVP       | Landeswahlkreis               | [ 31 ]                                                                          |
| Fazekas Patrik               |      |          | ÖVP       | Wahlkreis 4 (Oberpullendorf)  | [ 29 ]                                                                          |
| Fürst Roland                 |      |          | SPÖ       | Landeswahlkreis               | [ 21 ]                                                                          |
| Haider-Wallner Anja          |      |          | GRÜNE     | Landeswahlkreis               | seit 27. Juni 2024, Nachrückerin für Regina Petrik                              |
| Handig Gerald                |      |          | ÖVP       | Wahlkreis 1 (Neusiedl am See) | [ 31 ] [ 28 ] [ 29 ]                                                            |
| Hergovich Robert             |      |          | SPÖ       | Wahlkreis 2 (Eisenstadt)      | [ 29 ]                                                                          |
| Hutter Gerhard               |      |          | SPÖ       | Landeswahlkreis               | [ 21 ] [ 25 ]                                                                   |
| Kainrath Roman               |      |          | SPÖ       | Wahlkreis 4 (Oberpullendorf)  | [ 29 ] [ 25 ]                                                                   |
| Laschober-Luif Carina        |      |          | ÖVP       | Landeswahlkreis               | [ 31 ]                                                                          |
| Maczek Kurt                  |      |          | SPÖ       | Wahlkreis 5 (Oberwart)        | [ 29 ] [ 25 ]                                                                   |
| Mezgolits Johannes           |      |          | ÖVP       | Wahlkreis 2 (Eisenstadt)      | [ 31 ] [ 29 ]                                                                   |
| Molnár Géza                  |      |          | parteilos | Landeswahlkreis               | bis März 2021 FPÖ                                                               |
| Petrik Regina                |      |          | GRÜNE     | Landeswahlkreis               | bis 2024, Nachrückerin Anja Haider-Wallner                                      |
| Petschnig Alexander          |      |          | FPÖ       | Landeswahlkreis               | Wechsel in den Nationalrat Ende Oktober 2024, Nachrückerin Michaela Brandlhofer |
| Posch Dieter                 |      |          | SPÖ       | Wahlkreis 3 (Mattersburg)     | [ 25 ]                                                                          |
| Preiner Erwin                |      |          | SPÖ       | Wahlkreis 1 (Neusiedl am See) | [ 28 ]                                                                          |
| Prohaska Doris               |      |          | SPÖ       | Wahlkreis 5 (Oberwart)        | [ 25 ]                                                                          |
| Rosner Georg                 |      |          | ÖVP       | Wahlkreis 5 (Oberwart)        | bis Dezember 2022, Nachrücker Hans Unger                                        |
| Schlager Claudia             |      |          | SPÖ       | Wahlkreis 3 (Mattersburg)     | [ 29 ]                                                                          |
| Schmid Thomas                |      |          | SPÖ       | Wahlkreis 2 (Eisenstadt)      | Nachrücker für Harald Neumayer nach dessen Mandatsverzicht                      |
| Schnecker Ewald              |      |          | SPÖ       | Wahlkreis 7 (Jennersdorf)     | [ 29 ]                                                                          |
| Schneider-Wagentristl, Julia |      |          | ÖVP       | Wahlkreis 3 (Mattersburg)     | Nachrückerin für Christian Sagartz, der ins EU-Parlament wechselte              |
| Sodl Wolfgang                |      |          | SPÖ       | Landeswahlkreis               | [ 21 ] [ 25 ]                                                                   |
| Spitzmüller Wolfgang         |      |          | GRÜNE     | Landeswahlkreis               | [ 25 ]                                                                          |
| Steiner Thomas               |      |          | ÖVP       | Landeswahlkreis               | [ 25 ]                                                                          |
| Stenger Rita                 |      |          | SPÖ       | Wahlkreis 2 (Eisenstadt)      | [ 29 ]                                                                          |
| Temmel Walter                |      |          | ÖVP       | Wahlkreis 6 (Güssing)         | [ 29 ]                                                                          |
| Trummer Elisabeth            |      |          | SPÖ       | Wahlkreis 4 (Oberpullendorf)  | [ 25 ]                                                                          |
| Tschürtz Johann              |      |          | FPÖ       | Landeswahlkreis               | [ 25 ]                                                                          |
| Ulram Markus                 |      |          | ÖVP       | Wahlkreis 1 (Neusiedl am See) | [ 28 ] [ 29 ]                                                                   |
| Unger Hans                   |      |          | ÖVP       | Wahlkreis 5 (Oberwart)        | seit dem 14. Dezember 2022, Nachrücker für Georg Rosner                         |
| Wiesler Markus               |      |          | FPÖ       | Landeswahlkreis               | seit 21. September 2023, Nachrücker für Ilse Benkö                              |
| Wolf Christoph               |      |          | ÖVP       | Wahlkreis 2 (Eisenstadt)      | [ 29 ]                                                                          |